# SummerSlam
SummerSlam là một sự kiện pay-per-view đấu vật chuyên nghiệp được tổ chức hằng năm vào tháng 8 bởi World Wrestling Entertainment. Nó được mệnh danh là "The Biggest of the Summer", Kì SummerSlam đầu tiên được tổ chức vào ngày 29 tháng 8 năm 1988 tại Madison Square Garden ở thành phố New York và được phát qua hình thức pay-per-view. SummerSlam được coi như là kì pay-per-view lớn thứ 2 trong năm sau WrestleMania. Nó thường được gọi là một trong "Tứ đại" pay-per-view cùng với WrestleMania, Royal Rumble và Survivor Series, là một trong 4 chương trình pay-per-view đầu tiên được WWE tổ chức thường xuyên. Cùng với 3 sự kiện kia, SummerSlam là một trong 4 sự kiện duy nhất có mặt cả Raw và SmackDown từ khi mở rộng các chương trình.
Từ năm 2009 đến 2014, SummerSlam tổ chức tại Trung tâm Staples, Los Angeles; và từ năm 2015 đến 2018, nó được diễn ra tại Barclays, Thành phố New York kết hợp Brooklyn.

## Ngày và địa điểm tổ chức sự kiện SummerSlam
| Sự kiện           | Ngày      | Thành phố                   | Địa điểm                       |
| ----------------- | --------- | --------------------------- | ------------------------------ |
| SummerSlam (1988) | 29/8/1988 | New York, New York          | Madison Square Garden          |
| SummerSlam (1989) | 28/8/1989 | East Rutherford, New Jersey | Meadowlands Arena              |
| SummerSlam (1990) | 27/8/1990 | Philadelphia, Pennsylvania  | The Spectrum                   |
| SummerSlam (1991) | 26/8/1991 | New York, New York          | Madison Square Garden          |
| SummerSlam (1992) | 29/8/1992 | London, England             | Wembley Stadium                |
| SummerSlam (1993) | 30/8/1993 | Auburn Hills, Michigan      | The Palace of Auburn Hills     |
| SummerSlam (1994) | 29/8/1994 | Chicago, Illinois           | Trung tâm United               |
| SummerSlam (1995) | 27/8/1995 | Pittsburgh, Pennsylvania    | Pittsburgh Civic Arena         |
| SummerSlam (1996) | 18/8/1996 | Cleveland, Ohio             | Gund Arena                     |
| SummerSlam (1997) | 3/8/1997  | East Rutherford, New Jersey | Continental Airlines Arena     |
| SummerSlam (1998) | 30/8/1998 | New York, New York          | Madison Square Garden          |
| SummerSlam (1999) | 22/8/1999 | Minneapolis, Minnesota      | Target Center                  |
| SummerSlam (2000) | 27/8/2000 | Raleigh, Bắc Carolina       | Entertainment and Sports Arena |
| SummerSlam (2001) | 19/8/2001 | San Jose, California        | Compaq Center                  |
| SummerSlam (2002) | 25/8/2002 | Uniondale, New York         | Nassau Coliseum                |
| SummerSlam (2003) | 24/8/2003 | Phoenix, Arizona            | America West Arena             |
| SummerSlam (2004) | 15/8/2004 | Toronto, Ontario            | Air Canada Centre              |
| SummerSlam (2005) | 21/8/2005 | Washington, D.C.            | MCI Center                     |
| SummerSlam (2006) | 20/8/2006 | Boston, Massachusetts       | TD Banknorth Garden            |
| SummerSlam (2007) | 26/8/2007 | East Rutherford, New Jersey | Continental Airlines Arena     |
| SummerSlam (2008) | 17/8/2008 | Indianapolis, Indiana       | Conseco Fieldhouse             |
| SummerSlam (2009) | 23/8/2009 | Los Angeles, California     | Trung tâm Staples              |
| SummerSlam (2010) | 15/8/2010 | Los Angeles, California     | Trung tâm Staples              |
| SummerSlam (2011) | 14/8/2011 | Los Angeles, California     | Trung tâm Staples              |
| SummerSlam (2012) | 19/8/2012 | Los Angeles, California     | Trung tâm Staples              |
| SummerSlam (2013) | 18/8/2013 | Los Angeles, California     | Trung tâm Staples              |
| SummerSlam (2014) | 17/8/2014 | Los Angeles, California     | Trung tâm Staples              |
| SummerSlam (2015) | 23/8/2015 | Brooklyn, New York          | Barclays Center                |
| SummerSlam (2016) | 21/8/2016 | Brooklyn, New York          | Barclays Center                |
| SummerSlam (2017) | 20/8/2017 | Brooklyn, New York          | Barclays Center                |
| SummerSlam (2018) | 19/8/2018 | Brooklyn, New York          | Barclays Center                |
| SummerSlam (2019) | 11/8/2019 | Toronto, Canada             | Scotiabank Arena               |
| SummerSlam (2020) | 23/8/2020 | Orlando, Florida            | Amway Center                   |
| SummerSlam (2021) | 21/8/2021 | Paradise, Nevada            | Allegiant Stadium              |
| SummerSlam (2022) | 30/7/2022 | Nashville, Tennessee        | Nissan Stadium                 |
| SummerSlam (2023) | 5/8/2023  | Detroit, Michigan           | Ford Field                     |
| SummerSlam (2024) | 3/8/2024  | Cleveland, Ohio             | Cleveland Browns Stadium       |
| SummerSlam (2025) | 2/8/2025  | East Rutherford, New Jersey | MetLife Stadium                |
| SummerSlam (2025) | 3/8/2025  | East Rutherford, New Jersey | MetLife Stadium                |
| SummerSlam (2026) | 1/8/2026  | Minneapolis, Minnesota      | U.S Bank Stadium               |
| SummerSlam (2026) | 2/8/2026  | Minneapolis, Minnesota      | U.S Bank Stadium               |